# 法伊茨貝格山
46°44′53″N 14°12′31″E / 46.74806°N 14.20861°E

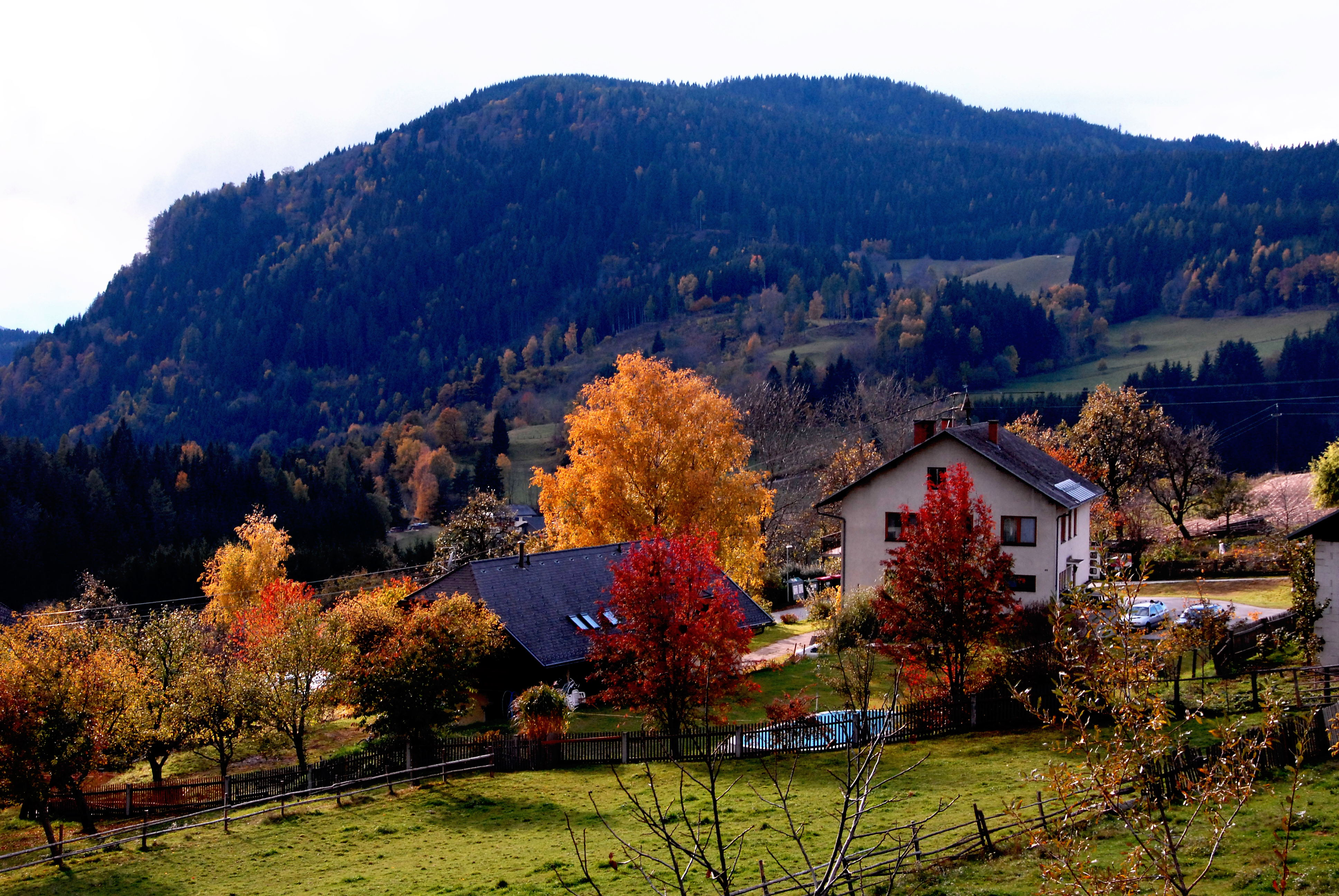

法伊茨貝格山（德語：Veitsberg），是奧地利的山峰，位於該國南部，由克恩頓州負責管轄，屬於維米茨山的一部分，處於聖烏爾班附近，海拔高度1,160米。